# Kamienica Carla Peschela w Bydgoszczy
Kamienica Carla Peschela w Bydgoszczy – zabytkowa kamienica w Bydgoszczy.

## Położenie
Budynek stoi w zachodniej pierzei ul. Gdańskiej, między ul. Świętojańską, a Chocimską, naprzeciw ul. Zamoyskiego.

## Historia
Kamienicę wzniesiono w latach 1892–1893 według projektu bydgoskiego budowniczego Józefa Święcickiego dla rentiera Carla Peschela. Od początku budynek posiadał charakter kamienicy czynszowo-handlowej.

## Architektura
Budynek posiada eklektyczną fasadę. Na tle licowanej czerwoną cegłą ściany umieszczono neorokokowe dekoracje sztukatorskie, na podobieństwo realizacji reprezentujących manieryzm północny. Na osi budynku zachowała się dwuskrzydłowa brama przesłonięta kutą kratą z dekoracją roślinną.

## Galeria

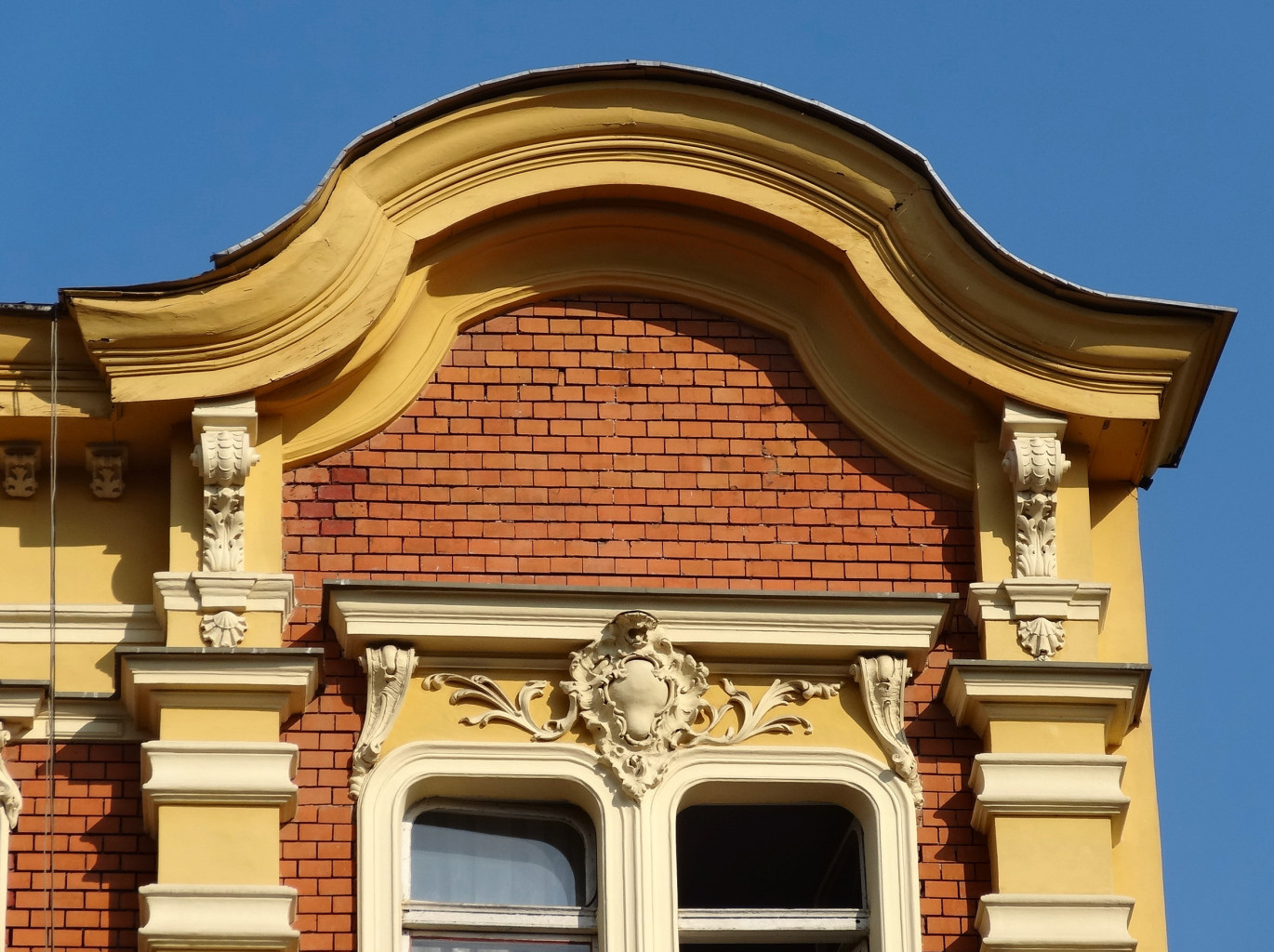
Zwieńczenie ryzalitu
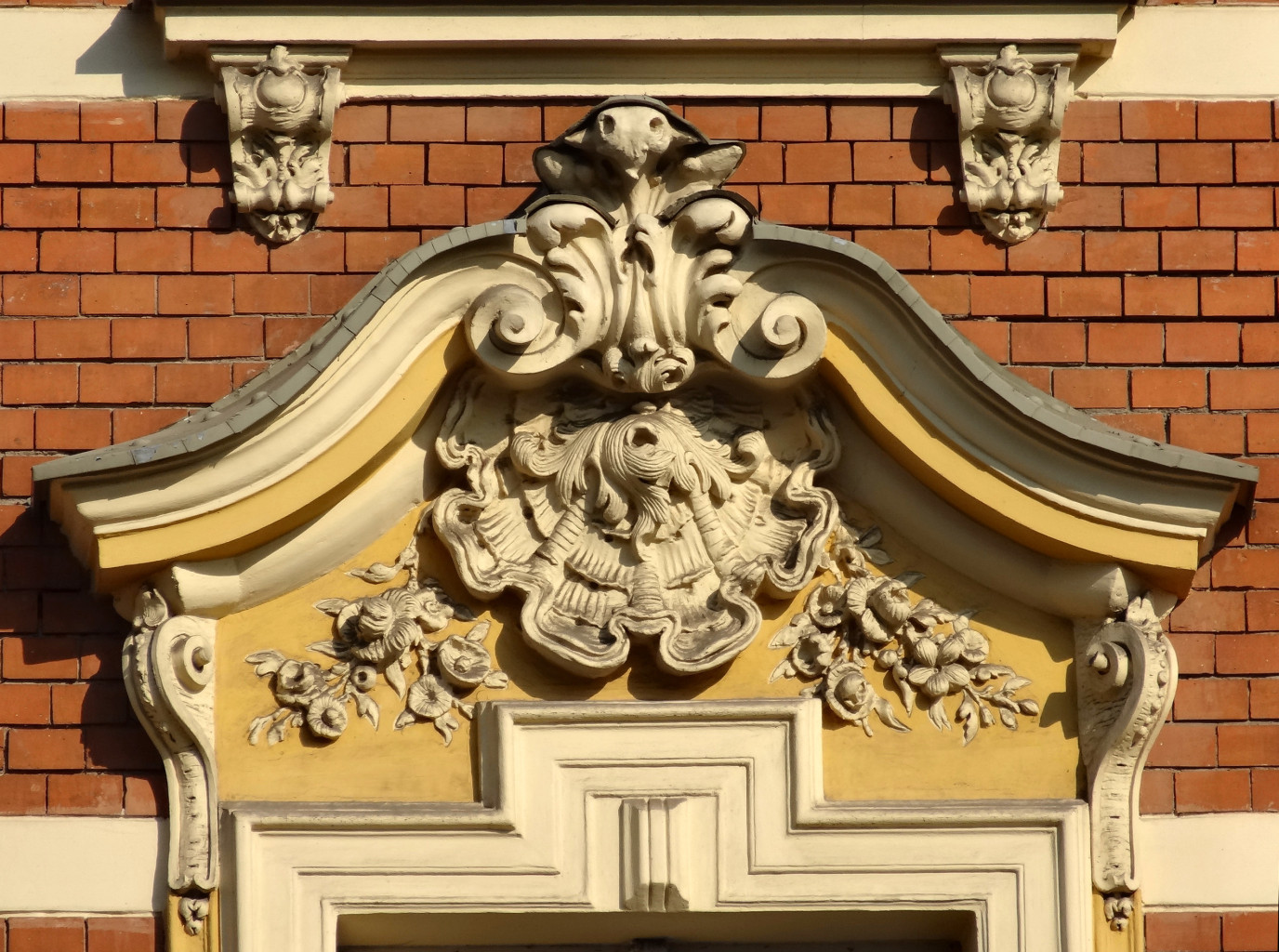
Kartusz
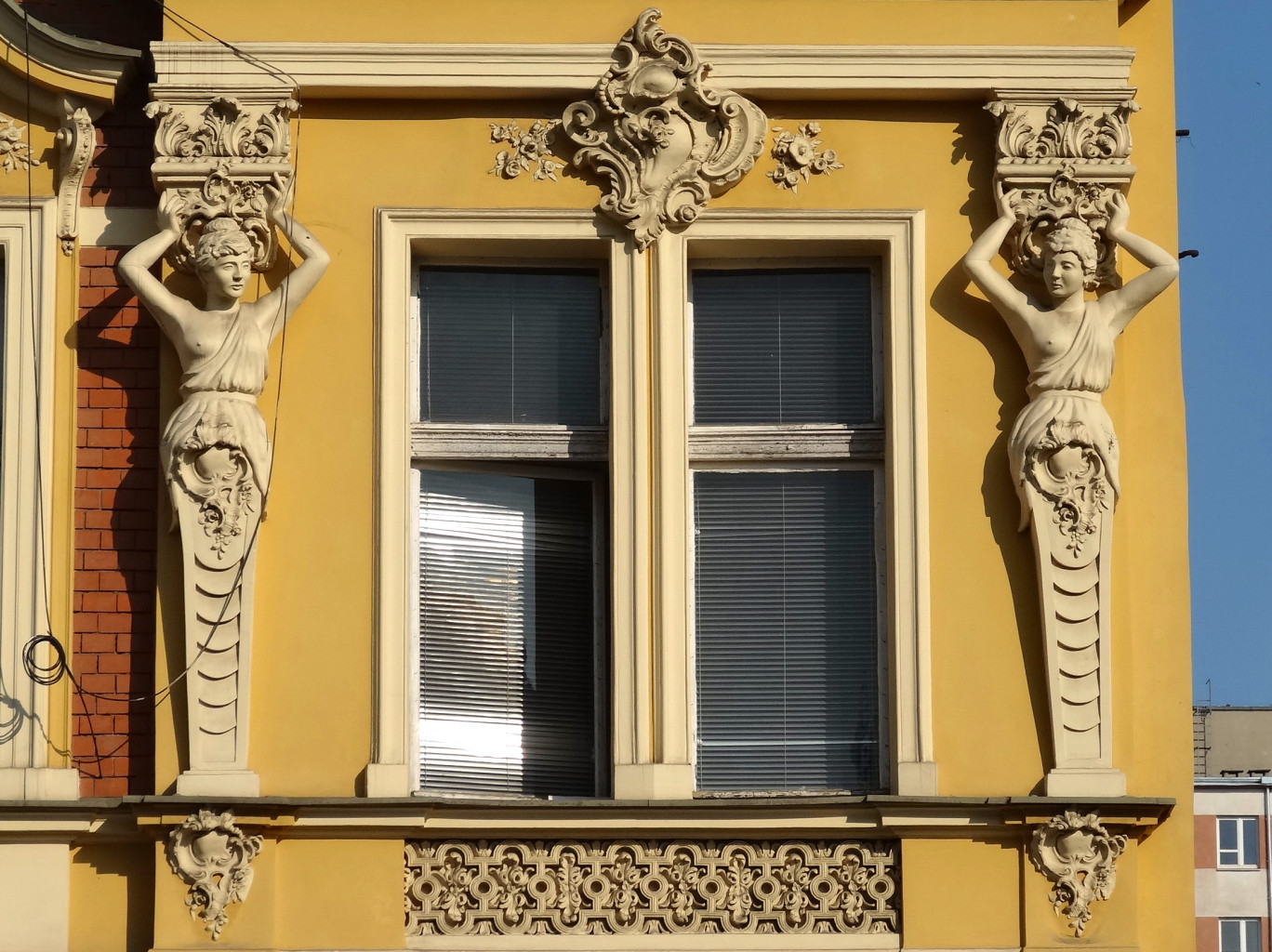
Kariatydy
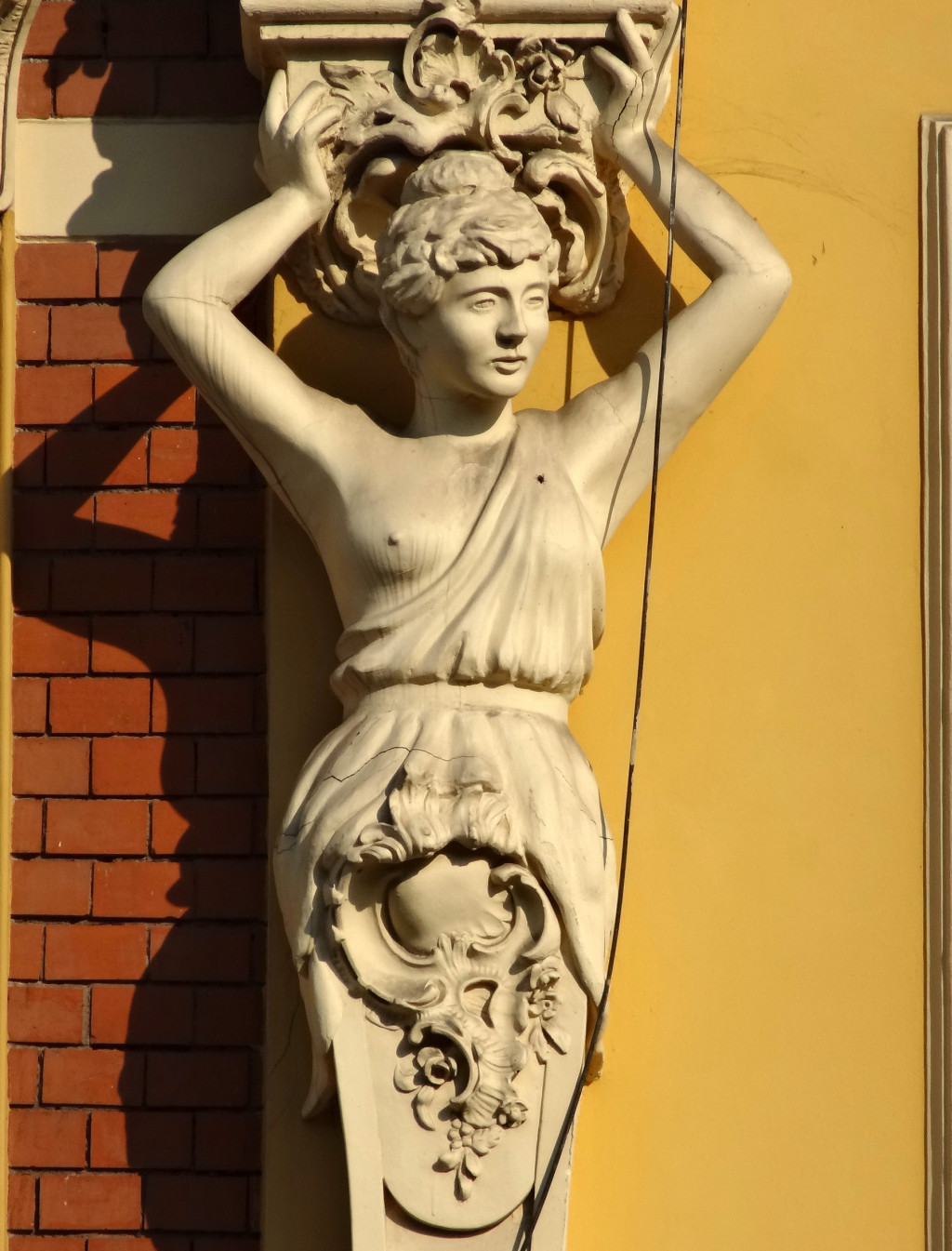
Zbliżenie